# ПВ40
ПВ40 (ПВ51, ПВ40Т, 48-051) — вузькоколійний пасажирський вагон, який випускався на Деміховському машинобудівному заводі, в Демихово, Московська область, Росія. Виготовлявся з 1955 року, і до кінця 1980 років.
Іноді ПВ40 помилково називають ПВ51. Помилка виникла через останні дві цифри в означенні моделі заводом-виробником: 48-051.

## Загальні відомості
Вагон ПВ40 - це чотирьохосний пасажирський вагон, створений для залізниць з шириною колії 750 мм. Розроблявся для МШС СРСР та для вузькоколійних залізниць промислових підприємств.
Транспортний засіб був обладнаний як ручними, так і автоматичними гальмами, водяним опаленням і вбиральнею. Оснащений електричним освітленням, яке заживлюється від локомотива 12/24 V, або від акумулятора 50 V. Має 2 вбудованих динаміка та радіо "УРАЛАВТО" А-370М, або АТ-64, виробництва Сарапульського радіозаводу. Сидячих місць у вагоні - 40, пасажироємнісь разом з стоячими місцями - 96. Відносно свого конкурента, вагону PAFAWAG, має менший рівень комфорту. Скарги викликали проблеми з кількістю квартирок у вагоні, та жорсткістю ходу. Через його недоліки перевага надавалася його польському конкуренту, а вже придбані ПВ40 передавалися до дитячих залізниць.
На базі вагону 48-051 створювалися вагони-їдальні ВС1/48-053, та 48-052 - для вузькоколійної залізниці Боржомі - Бакуріані.

## Фотогалерея

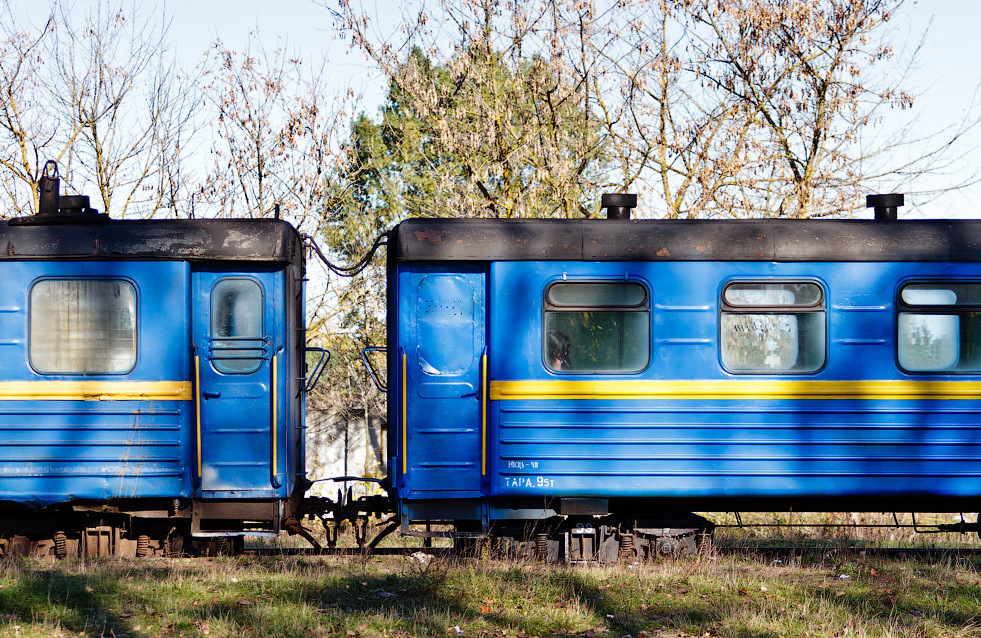
Декілька вагонів ПВ40 на вузькоколійній залізниці Антонівка-Зарічне.

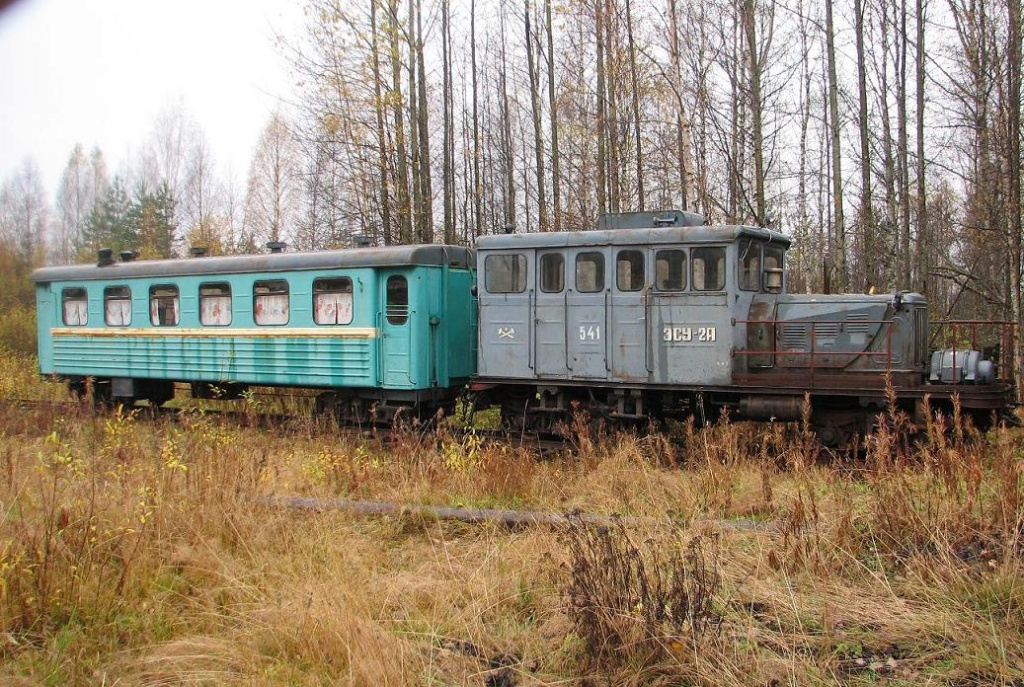
Вагон ПВ40, можливо в модифікації 48-053. В музеї торфовидобутку "Aitoneva Peat Museum".

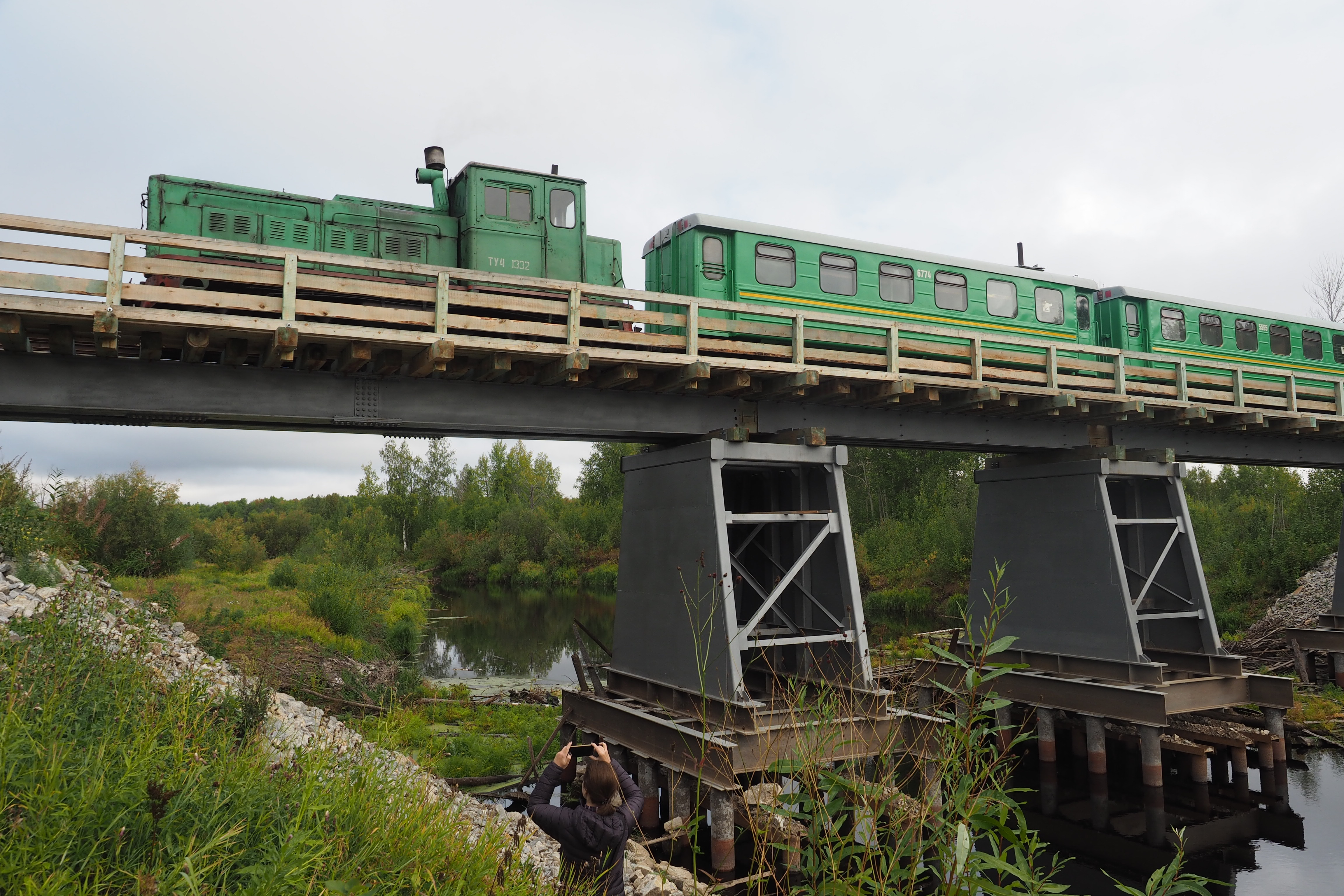
ПВ40 на Алапаєвській вузькоколійній залізниці.

## Модифікації
| Специфікація моделі                                                                         | Позначення     | Роки виготовлення | Виробник                              | Пасажиромісткість              | Кількість осей | Маса вагона, в тоннах | Висота від голівки рейки, мм | Довжина вагона по осям тягово-зчіпного пристрою/ по рамі, мм | Ширина вагона, мм |
| ------------------------------------------------------------------------------------------- | -------------- | ----------------- | ------------------------------------- | ------------------------------ | -------------- | --------------------- | ---------------------------- | ------------------------------------------------------------ | ----------------- |
| Базова модель                                                                               | 48-051(ПВ40)   | 1955 — 1981       | ВАТ Деміховський машинобудівний завод | 40                             | 4              | 9,5                   | 3170                         | 11 100/10 200                                                | 2 300             |
| Вагон-ресторан/ВС-1                                                                         | 48-053         |                   | ВАТ Деміховський машинобудівний завод | 16/60                          | 4              | 9,3                   |                              | 11 100/10 200                                                | 2 300             |
| Вагон-кінотеатр/ВК-1                                                                        | 48-054         |                   | ВАТ Деміховський машинобудівний завод | 16                             | 4              |                       |                              | 11 100/10 200                                                | 2 300             |
| Тропічне виконання                                                                          | 48-055         |                   | ВАТ Деміховський машинобудівний завод | 46                             | 4              |                       |                              | 11 100/10 200                                                | 2 300             |
| Вагон класу люкс                                                                            | 48-060         | 1988              | ВАТ Деміховський машинобудівний завод | 48                             | 4              |                       |                              | 12500                                                        | 2400              |
| П'ятигофровий                                                                               | 48-061         |                   | ВАТ Деміховський машинобудівний завод | 16/60                          | 4              | 9,8                   |                              | 11 100/10 200                                                | 2300              |
| Вагон для спец. контингенту                                                                 | 48-096         |                   | ВАТ Деміховський машинобудівний завод | 55 ув'язнених/4 осіб супроводу | 4              |                       |                              | 11 100/10 200                                                | 2300              |
| Вагон для транспортування працівників                                                       | 43-0011        | 1981-2004         | ВАТ Деміховський машинобудівний завод | 38                             | 4              | 9,3                   |                              | 11 100/10 200                                                | 2300              |
| Вагон-їдальня/ВС-2                                                                          | 43-0012        | 1989              | ВАТ Деміховський машинобудівний завод | 24                             | 4              |                       |                              | 13800                                                        | 2400              |
| Проміжний вагон автомотриси АПУ-0                                                           | ПВ54           | 1968              | ВАТ Деміховський машинобудівний завод | 54                             | 4              | 10,0                  |                              | 13800                                                        | 2400              |
| Пасажирський вагон з переходом типу суфле                                                   | 20-0011        | 2004-2010         | ВАТ Метровагонмаш                     | 36                             | 4              | 11,0                  |                              | 11040                                                        | 2415              |
| Пасажирський вагон з переходом типу суфле і електронним маршрутним вказівником              | 20-0015        | 2004-2010         | ВАТ Метровагонмаш                     | 41                             | 4              | 11,0                  |                              | 11040                                                        | 2415              |
| Пасажирський вагон з переходом типу суфле, електронним маршрутним вказівником і радіорубкою | 20-0016        | 2004-2010         | ВАТ Метровагонмаш                     | 34                             | 4              | 11,0                  |                              | 11040                                                        | 2415              |
| Нова базова модель                                                                          | 43-0011(ВП750) | 2010 - наш час    | ТОВ Камбарський машинобудівний завод  |                                | 4              |                       |                              |                                                              |                   |
| Вагон для дитячих залізничних шляхів                                                        | ВП750-ДИТС     | 2010 - наш час    | ТОВ Камбарський машинобудівний завод  |                                | 4              |                       |                              |                                                              |                   |